# Ulla Salzgeber
Ulla Salzgeber (n. 5 august 1958, Oberhausen, Germania) este o sportivă ce a reprezentat Germania, medaliată olimpică. A participat la 2 ediții ale Jocurilor Olimpice (2000, 2004) în care a câștigat două medalii de aur, o medalie de argint și o medalie de bronz.